# Legal Eagles
Legal Eagles is een Amerikaanse komediefilm uit 1986 onder regie van Ivan Reitman. De film, met in de hoofdrollen Robert Redford, Debra Winger en Daryl Hannah, is gebaseerd op een verhaal van Reitman en de scenarioschrijvers.

## Verhaal
Assistent-officier van justitie Tom Logan werkt voor de officier van justitie van New York en is hard op weg om deze titel over te nemen. Zijn gevierde reputatie komt op het spel te staan wanneer advocate Laura Kelly in zijn leven treedt. Laura vertegenwoordigt de excentrieke 26-jarige miljonairsdochter Chelsea Deardron, die wordt beschuldigd van poging tot diefstal van een schilderij van miljonair Forrester. Chelsea houdt vol dat zij de rechtmatige eigenares is van dit schilderij en beweert dat het een cadeau is van haar eigen vader, die achttien jaar geleden omkwam bij een mysterieuze brand. 
Onder druk van de media neemt Tom de zaak op zich, en de volgende dag trekt Forrester de beschuldiging plotseling in. Hij heeft het schilderij namelijk geruild met curator Victor Taft voor een ware Picasso. Diezelfde avond worden Tom en Laura door detective Cavanaugh geïnformeerd dat de schilderijen die vermoedelijk verloren zouden zijn gegaan tijdens de brand waarbij ook Chelsea's vader om het leven kwam nog steeds in het geheim bestaan, en dat Chelsea's vader is omgebracht. Na enig speurwerk ontrafelen ze een fraudedeal tussen Taft, Deardron en derde persoon, Joe Brock.
Tijdens het onderzoek brengt Tom een nacht door met Chelsea. Ze worden in bed aangetroffen door de pers, waarna een einde wordt gemaakt aan Toms carrière. Even later wordt Taft vermoord gevonden en wordt Chelsea beschuldigd van moord. Tijdens de rechtszaak wordt ze bovendien ontmaskerd als Tafts minnares. Tom en Laura besluiten opnieuw om samen te werken om de waarheid boven water te brengen, en worden ondertussen verliefd op elkaar. Ze ontdekken dat de detective genaamd Cavanaugh eigenlijk de derde persoon in de fraudedeal; Joe Brock. Brock houdt Laura en Chelsea gegijzeld in de galerij van Taft, maar ze worden gered door Tom. Uiteindelijk wordt Chelsea's naam gezuiverd en wordt Toms oude baan aan hem terug aangeboden. Hij wist dit aanbod echter af om samen met Laura een eigen advocatenkantoor op te zetten.

## Rolverdeling
| Acteur              | Personage           |
| ------------------- | ------------------- |
| Robert Redford      | Tom Logan           |
| Debra Winger        | Laura Kelly         |
| Daryl Hannah        | Chelsea Deardron    |
| Brian Dennehy       | Cavanaugh/Joe Brock |
| Terence Stamp       | Victor Taft         |
| Steven Hill         | Bower               |
| Christine Baranski  | Carol Freeman       |
| Roscoe Lee Browne   | Rechter Dawkins     |
| David Clennon       | Blanchard           |
| John McMartin       | Forrester           |
| Robert Curtis Brown | Roger               |

## Productie
Regisseur Ivan Reitman schreef het verhaal in 1984 en stelde het zich voor als 'buddy cop'-film met Dustin Hoffman en Bill Murray. Toen bleek dat beiden niet beschikbaar waren door overlap met andere projecten, bood Reitman de hoofdrol aan Redford aan. Redford had op dat moment onlangs een reeks serieuze films gemaakt - meest recentelijk Out of Africa (1985) - en was daarom op zoek naar een komische rol. Hij vond dat het scenario van Legal Eagles veel aanpassingen nodig had, maar nam de rol op zich omdat hij Reitman hoog in zijn vaandel heeft staan. Het scenario werd in opdracht van Redford maar liefst vijf keer herschreven, en veranderde zodoende van 'buddy cop'-film naar romantische komedie. Redford hoopte op een film in de stijl van Katharine Hepburn en Spencer Tracy-films, maar Reitman zelf nam afstand van dergelijke vergelijkingen.
De film werd opgenomen tussen november 1985 en maart 1986.
Winger stemde toe aan de rol omdat ze veronderstelde dat het ging om een film in de stijl van Adam's Rib (1949), en was het niet eens met regisseur Reitman over de eindversie. Nog voordat de film werd uitgebracht, liet ze zich publiekelijk kritisch uit over de film, en gaf ze toe dat ze vaak onenigheid had met Reitman over hun visies. Reitman erkende de spanningen op de set, maar benadrukte dat hij voordat de opnamen begonnen al op de hoogte was van Wingers moeilijke reputatie en meer waarde hechtte aan haar acteerprestaties, waarover hij zich tevreden uitliet.

## Ontvangst
De film kreeg in de Verenigde Staten wisselvallige kritieken, maar werd in Nederland positief ontvangen. Criticus Henk ten Berge van De Telegraaf noemde Legal Eagles een "mooi staaltje van het betere Amerikaanse filmmaken dat op alle manieren geheid in elkaar steekt". Ten Berge schreef dat Reitman met deze film "[aantoont] over een subtiele hand en een intelligent gevoel voor humor te beschikken. [..] Hij heeft bij de verwezenlijking van zijn verhaal zijn spelers zeer geraffineerd gekozen en slim gebruik gemaakt van hun persoonlijke stijl en hun karakter en daarmee vooral de humor veroorzaakt. De acteurs vormen een bezienswaardigheid op zichzelf. [..] [Redford] is erin geslaagd onder leiding van Ivan Reitman opnieuw een innemende man neer te zetten met de allure van een klassieke ster die ondanks zijn heldendom hier af en toe iets schlemieligs heeft, iets onbeholpens, iets vertederends ook, het type van de man die steeds zijn auto op slot gooit terwijl zijn sleutels er nog in liggen, zoals Ivan Reitman hem beschreef."
Recensente Willy Wielek-Berg van Trouw gaf lof aan Redford voor zijn "glansrol" en schreef over de film: "De hoofdlijn van het script is een beetje te oppervlakkig en verward, maar dat wordt goedgemaakt door trefzekere, vaak originele en subtiele observaties. [..] Ook geeft de film, ondanks de tendens om van de hoofdfiguren onverwoestbare comic strip-figuren te maken, blijk van modern levensgevoel."
De recensent Peter Slavenburg van Het Vrije Volk omschreef de film als "entertainment van hoog niveau": "Het verhaal zit buitengewoon slim in elkaar en technisch is de film nagenoeg perfect. Redford is zijn stijl nog lang niet kwijt en zijn twee tegenspeelsters geven opmerkelijk goed weerwerk. [..] Ondanks de inhoud is Legal Eagles een film die grote warmte uitstraalt, ook al is die warme in het geval van enkele karakter slechts schone schijn."
Criticus Francois de Waal van De Volkskrant was iets gematigder enthousiast dan hierboven genoemde critici, en schreef: "[Redford] draagt het geheel en dankzij hem is de film het grootste gedeelte van de tijd elegant en grappig. [..] Zoals het een klassiek Hollywood-product betaamt, is de film rijk aan plot, karakters en dialogen. Het veel te ingewikkelde verhaal vol verrassende wendingen speelt zich af in milieus die goed passen bij het volwassen karakter van de film. [..] De film is deftig met een knipoog, maar nog geen Adam's Rib, die romantische komedie uit de jaren veertig met Spencer Tracy en Katharine Hepburn, waar de film van Reitman in Amerika mee wordt vergeleken. Legal Eagles heeft veel minder (bijtende) spot en veel meer actie."